# Port lotniczy Bissau
Port lotniczy Bissau (IATA: OXB, ICAO: GGOV) – międzynarodowy port lotniczy położony 9 km na północny zachód od centrum Bissau. Jest największym portem lotniczym w Gwinei Bissau.

## Linie lotnicze i połączenia
| Linia Lotnicza       | Kierunek                  |
| -------------------- | ------------------------- |
| Air Côte d'Ivoire    | 1. Abidżan 2. Dakar-Diass |
| Air Senegal          | 1. Bandżul 2. Dakar-Diass |
| ASKY Airlines        | 1. Dakar-Diass 2. Lomé    |
| Cabo Verde Airlines  | 1. Praia                  |
| EuroAtlantic Airways | 1. Lizbona                |
| Royal Air Maroc      | 1. Casablanca 2. Praia    |
| TAP Portugal         | 1. Lizbona                |
| Transair             | 1. Dakar-Diass            |